# Cyphoderus similis
Cyphoderus similis är en urinsektsart som beskrevs av James P. Folsom 1927. Cyphoderus similis ingår i släktet Cyphoderus och familjen myrhoppstjärtar. Inga underarter finns listade i Catalogue of Life.